# Маринела (хотел)
Хотел „Маринела“ е петзвезден хотел в София.
Построен е през периода от 1974 до 1979 г. по проект на японския архитект Кишо Курокава. Проектът е финансиран от правителството на Япония с кредит от 16 милиона долара при изключително изгодни условия – шестгодишен гратисен период и лихва от 0,25% след шестата година. Първоначално носи името „Витоша Ню Отани“, тогава неофициално е известен като Японския хотел. По-късно е приватизиран и е преименуван на „Кемпински Хотел Зографски“ по името на тогавашния собственик хотелската верига „Кемпински“.

Това е луксозен хотел, разполагащ с:
- най-голямата бална зала в София;
- стаи за срещи и конференции;
- 5 ресторанта;
- 2 бара;
- тераса за скара;
- нощен клуб;
- фитнес и спа център;
- басейн;
- тенис корт

.